# Перепонка (пальцы)

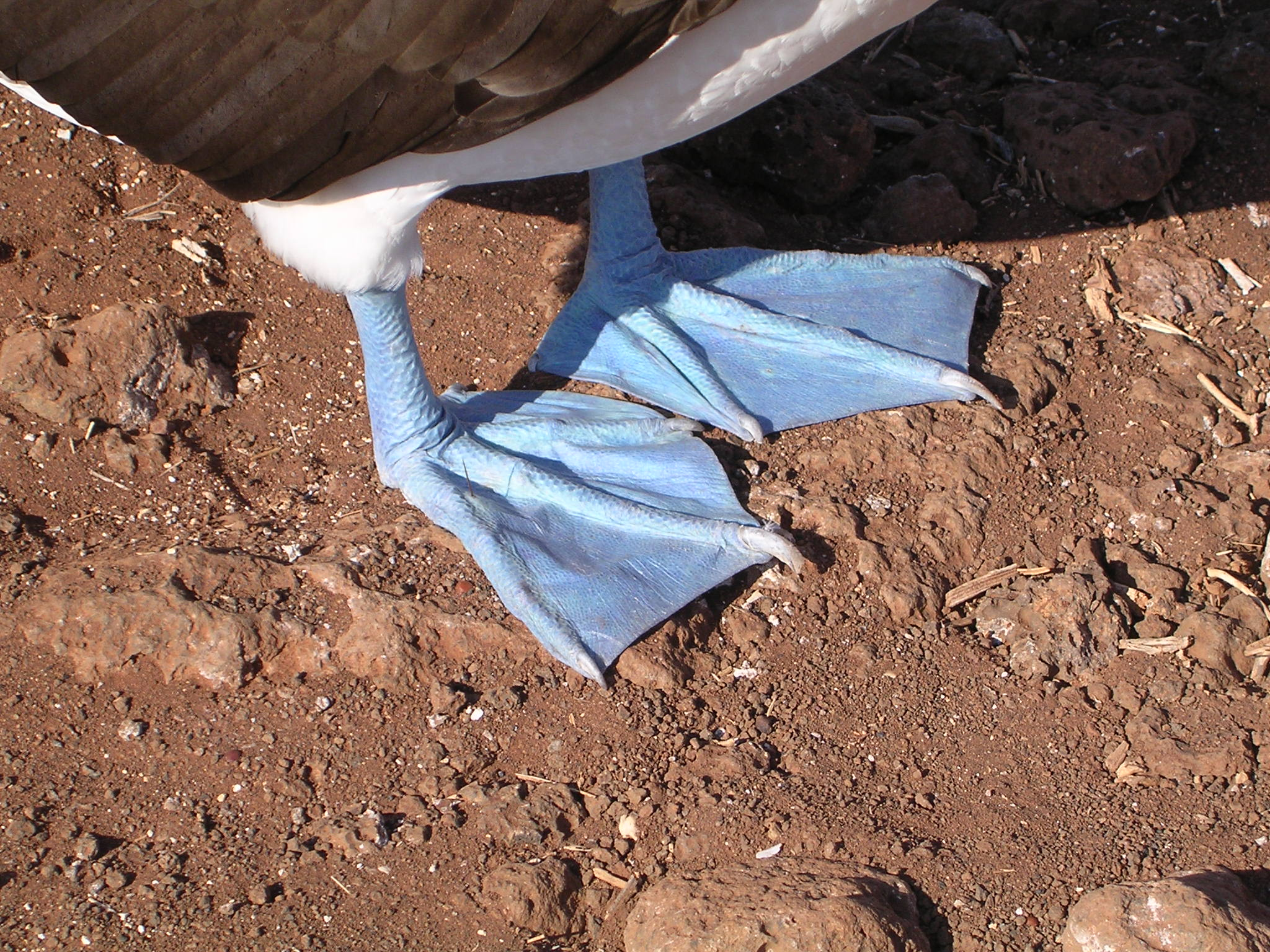
Перепонки у голубоногой олуши (Sula nebouxii)

Перепонка — кожа между пальцами у животных, передвигающихся в водной среде. Перепонки повышают эффективность движения, увеличивая площадь соприкосновения конечностей с водой.
Перепонки эластичны, чтобы сжиманием пальцев при необходимости можно было снизить сопротивление воды. К животным, имеющим перепонки, относятся, к примеру, тюлени, бобры, утки и лягушки.
В связи с генетическими дефектами перепонки иногда встречаются и у людей. С помощью оперативного вмешательства они могут быть удалены.

## Птицы
Плавательные перепонки довольно часто встречаются у птиц. Например, у гусеобразных (гусей, уток, лебедей и других, хотя их нет у паламедей), некоторых ржанкообразных (чаек, чистиковых),  трубконосых, бакланов. Перепонками пользуются, например, и пеликаны.